# دش

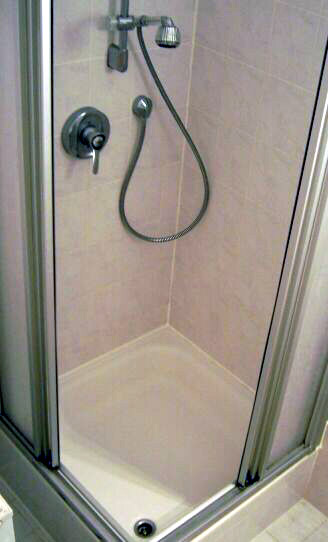
غرفة مسحاح نموذجية مع خرطوم يتميز بقابليته للتعديل.

المُسْتَحمّ (معروف باسم الدُّش من الفرنسية: douche) هو مكان يستحم فيه الشخص تحت رشاش من الماء يُسمَّى المِسْحَاحُ أو المِشَنُّ أو المِرْذَاذ أو المِنضحة أو المِرَشّ أو المِرَشَّة. يستخدم المسحاح كميات مياه أقل من الحمام: 80 لترًا في المتوسط في حالة استخدام الدُش مقارنة بـ 150 لترًا للحمام.

## أصل التسمية
«دش» مأخوذة عن الفرنسية من douche، وهي تعني تلك الاداة التي تَسُحُّ الماء، المِسْحَاحُ على وزن «مِفْعَال» من المصدر س ح ح: (سَحَّ) الْمَاءَ صَبَّهُ وَسَحَّ الْمَاءُ بِنَفْسِهِ سَالَ مِنْ فَوْقُ وَكَذَا الْمَطَرُ وَالدَّمْعُ وَبَابُهُمَا رَدَّ.

## معلومات تاريخية

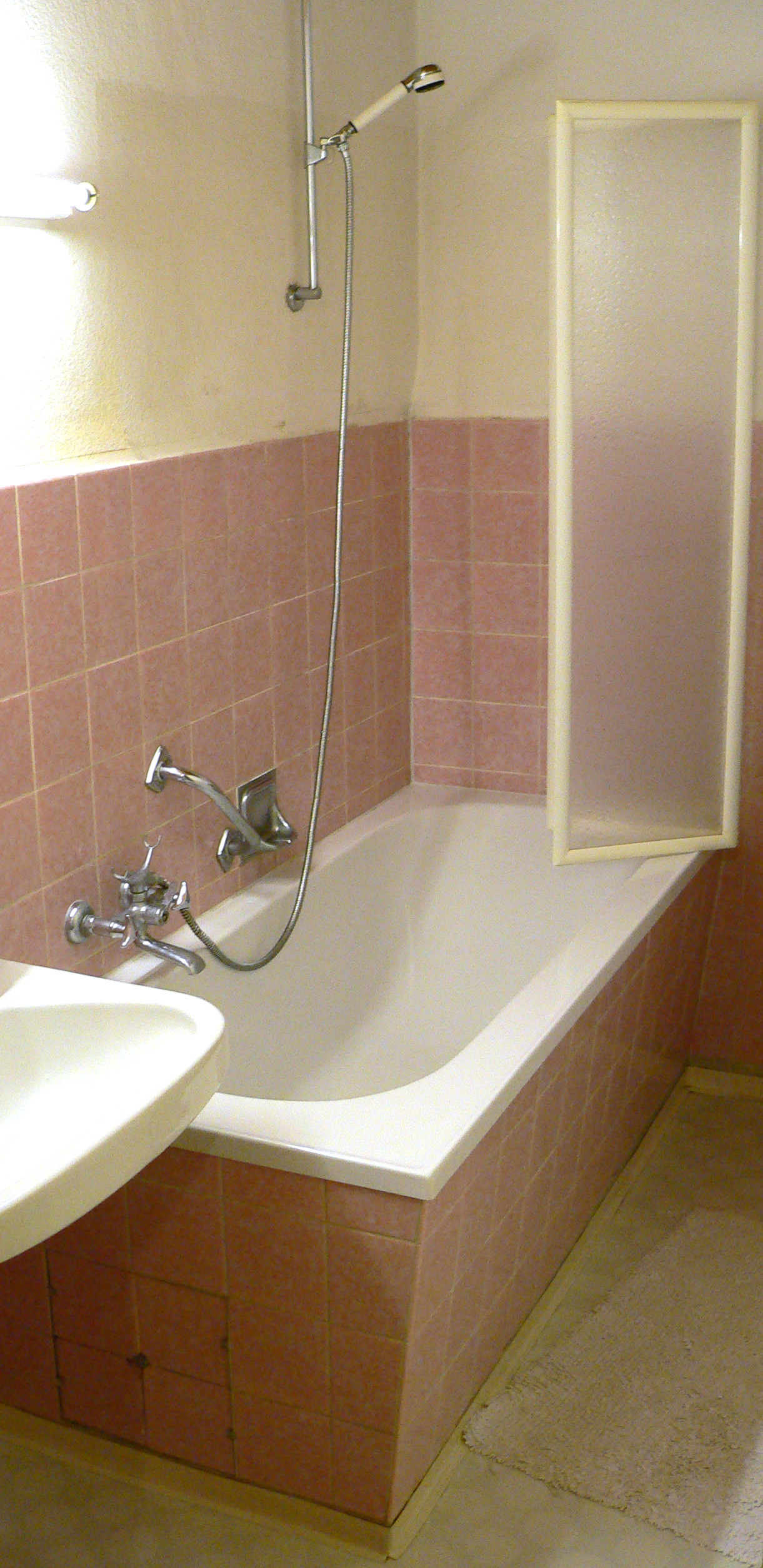
دُش وحوض استحمام.

لم يكن الدُش الأصلي يحتوي على هيكل داخلي، كما لم يكن من صنع البشر بل كان موجودًا في أشكال طبيعية عامة وهي: الشلالات. فقد كانت المياه المنحدرة تغمر السباحين تمامًا وكانت أكثر كفاءة من الاستحمام في الأحواض التقليدية، الأمر الذي تطلب النقل اليدوي للمياه العذبة والمياه المتسخة. وبدأت الشعوب القديمة إعادة إنتاج هذه الظواهر الطبيعية عن طريق سكب الماء من أباريق، وغالبًا ما تكون باردة جدًا، على أجسادهم بعد الاغتسال. وهناك دليل على وجود غرف استحمام في أماكن مغلقة عند الطبقة العليا المصرية الأوائل وبلاد ما بين النهرين حيث يمكن الاستحمام في المنازل الخاصة. ومع أن هذه الحمامات بدائية إلا أنها صُممت وفقًا للمعايير الحديثة، فتحتوي على شبكات صرف صحي ومياه بدائية، لم تُضخ، في الغرفة.
لقد كان الإغريق القدماء هم أول من استخدموا هذا الدُش. وتم إنشاء شبكات المياه والصرف الصحي من أنابيب رصاص تسمح للمياه أن تُضخ داخل وخارج غرف استحمام مشترك كبيرة على حد سواء وهذه الغرف يستخدمها النُخبة وعامة المواطنين على السواء. وتم اكتشاف هذه الغرف في موقع مدينة برغامس ويمكن العثور عليها أيضًا منحوتة على فخار ذلك العصر. وكانت الأوصاف مشابهة جدًا لغرف الاستحمام الحديثة، وتشتمل حتى على قضبان لتعليق الملابس. اتبع الرومان القدماء أيضًا الطريقة نفسها في الحمامات، ويمكن العثور على حماماتهم الشهيرة في جميع أنحاء البحر الأبيض المتوسط وإنجلترا في العصر الحديث.
كان أول استخدام للدُش الحديث عام 1860 عن طريق الجيش الفرنسي، على أنه تدبير اقتصادي صحي، حيث تم إنشاء عدد من صنابير الدُش الجماعي في الثكنات. واعتمد هذا النظام في عام 1872 فرانسوا ميري ديلابوتس، وهو طبيب ومخترع فرنسي، فعندما كان جراحًا عامًا في سجن بون نوفيل في روان، فرنسا استبدل حمامات الاستحمام الفردية بالجماعية لاستخدام السجناء، بحجة أنه تدبير اقتصادي صحي. بينما تم اعتماد حمامات الاستحمام الجماعية في جيوش أخرى، أولها بروسيا عام 1870 والسجون في ولايات قضائية أخرى. واعتمُدت أيضًا صنابير الدش في المدارس الداخلية، قبل أن تشرع في بناء حمامات عامة. وكان ظهور أول حمام عام في عام 1887 في فيينا، النمسا. وفي فرنسا، تم إنشاء الحمامات العامة والدُش بواسطة تشارلز كازالت، أولاً في بوردو عام 1893 وبعد ذلك في باريس عام 1899.
وقد أدت إمكانية الوصول للماء الساخن إلى زيادة الراحة أثناء الاستحمام وازدادت شعبية الدُش. وحتى مع التحسينات الجديدة في تصميمها، ظل الدُش أقل شعبية من الحمام في الدول الصناعية حتى النصف الثاني من القرن العشرين.[بحاجة لمصدر]

## أنواع الدُش
- دُش هوائي
- دُش كهربي:

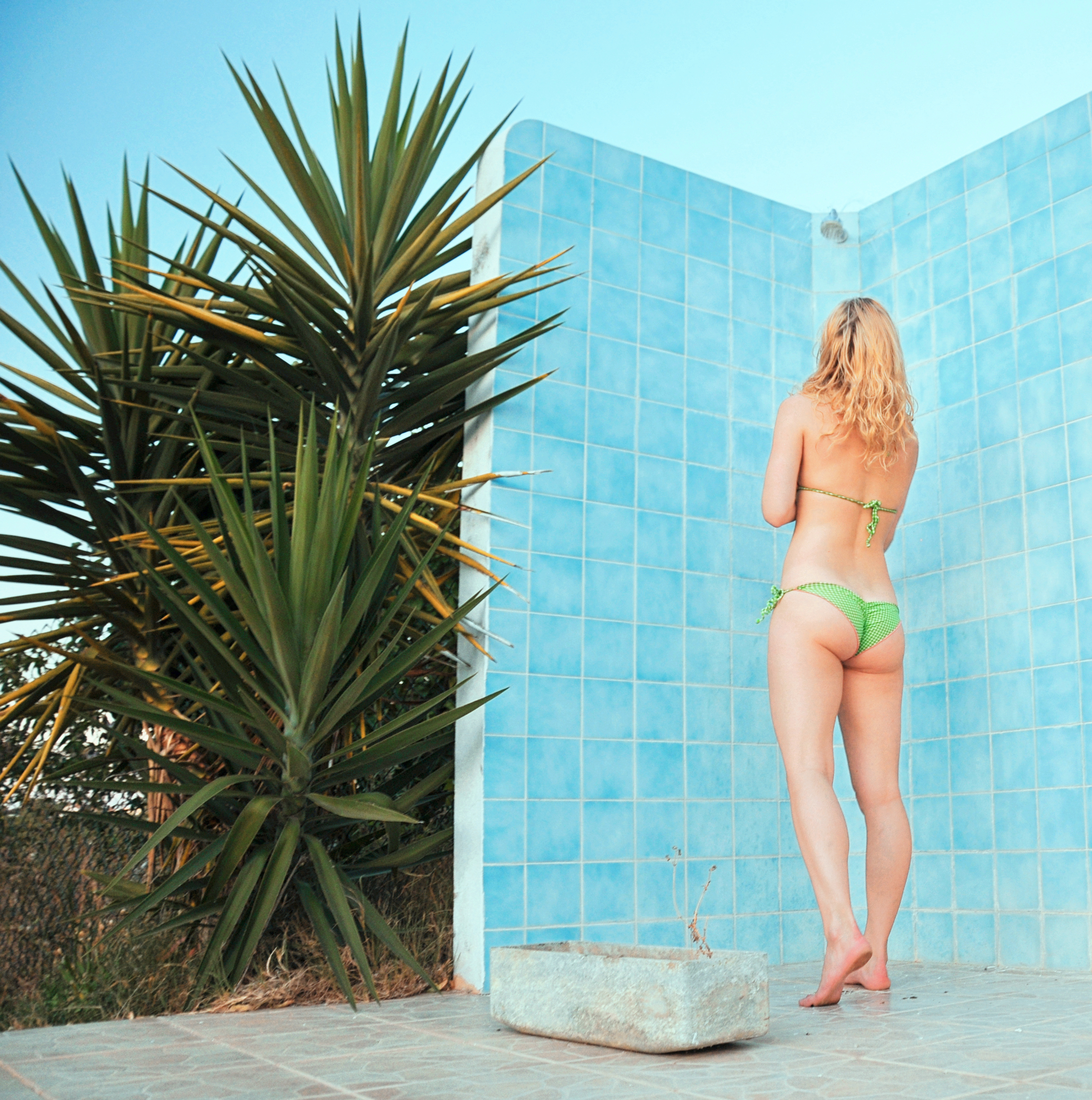
يوجد في العديد من مناطق السباحة العامة صنابير دش استحمام إلى جانب حمام السباحة

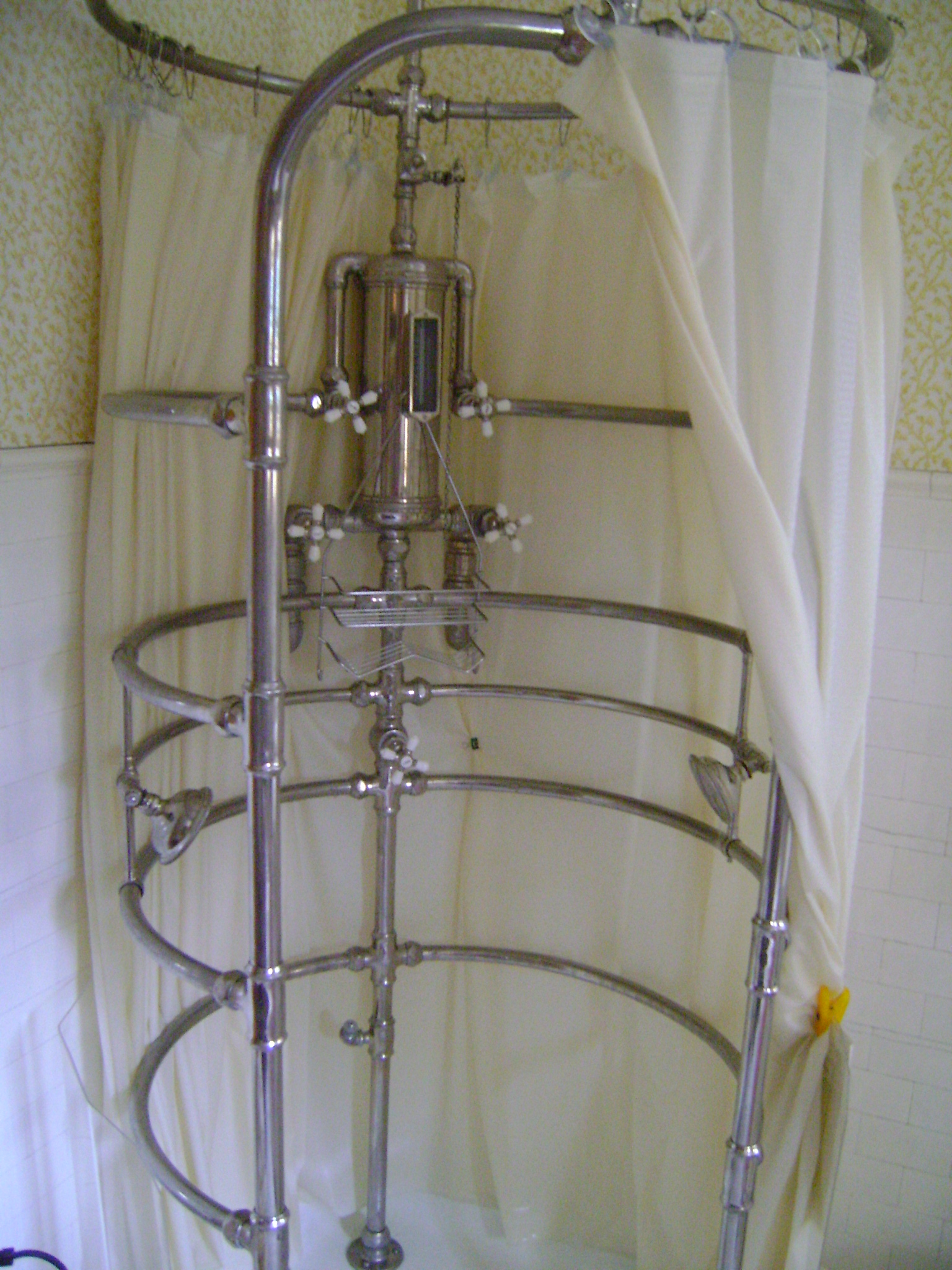
الدُش المضلع

- صنابير الدش المخصصة لحالات الطوارئ [13]
- دُش غراهام
- دُش البحرية
- دُش القوة
- الدُش الروماني
- حمام البخار
- دُش فيتشي

## الأهمية الثقافية
يمثل الاستحمام في الغالب جزءًا من الروتين اليومي وذلك من أجل النظافة ومنع ظهور روائح والتسبب في أمراض وأي عدوى. وقد بدأ التقدم في العلوم والطب في القرن التاسع عشر لإدراك فائدة الاستحمام المنتظم وما يترتب عليه لصحة الفرد. ونتيجة لذلك، تشجع معظم الثقافات الحديثة على نظام النظافة الشخصية اليومي. وقد جاء الاستحمام أيضًا على أنه نشاط استرخائي وعلاجي عمومًا.

## المعدات المستخدة في الدُش
- صمام ضغط متوازن، جهاز لتزويد ضغط مياه الدش باستمرار ومنع التقلبات في درجات الحرارة.
- قبعة الدُش، قبعة يتم ارتداؤها أثناء الاستحمام لحماية الشعر من البلل.
- مذياع الدُش، هو مذياع مقاوم للمياه مسموح باستخدامه في الحمام أو أي بيئة مبللة أخرى.
- دُش شمسي، جهاز لتسخين المياه محليًا بالطاقة الشمسية.
- الصابون
- الشامبو
- ليفة الاستحمام، أداة لاستخدام الصابون مع الجسم.

وحدات *إعادة تدوير حرارة المياه لاستعادة أغلب حرارة المياه المستعملة وإعادة تدويرها لرأس الدش وتقليل الحرارة المفقودة بسبب التصريف

## الاستشهادات
الكتب
- James، Peter؛ Thorpe، Nick (1995). Ancient Inventions. New York: Ballantine. ISBN:978-0-345-40102-1.
- Oxford University Press، المحرر (2009). Oxford New Desk Dictionary and Thesaurus (ط. 3rd). Berkley. ISBN:978-0-425-22862-3. {{استشهاد بموسوعة}}: الوسيط |title= غير موجود أو فارغ (مساعدة)

؛ صفحات الويب
- Jones، Jerry (29 أكتوبر 2004). "Decontamination shower system revamped". Reporter. Nashville, TN: Vanderbilt University Medical Center. مؤرشف من الأصل في 2016-04-25. اطلع عليه بتاريخ 2010-12-05.
- Mullick، Abir (2005). "Bathing for Older people with Disabilities". UB School of Architecture and Planning. مؤرشف من الأصل في 2013-01-27. اطلع عليه بتاريخ 2010-12-05.